# Eotetranychus zaheri
Eotetranychus zaheri är en spindeldjursart som beskrevs av Zaher, Gomaa och El-Enany 1982. Eotetranychus zaheri ingår i släktet Eotetranychus och familjen Tetranychidae. Inga underarter finns listade i Catalogue of Life.